# Grand Kingdom
A Grand Kingdom (グラン キングダム; Hepburn: Guran Kingudamu) 2015-ben megjelent taktikai szerepjáték, melyet a Monochrome fejlesztett PlayStation 4 és PlayStation Vita platformokra.

## Játékmenet
A játékosok körökre osztott csatákban vehetnek részt, amikben egy csapat zsoldost vezényelhetnek, akik az adott szereplőosztályuknak megfelelően fegyverekkel vagy varázslatokkal támadhatnak. A csaták részét képezi az egységek formációba rendezése és a különböző cselekedetek kivitelezése. A játék az egy- és az interneten keresztüli többjátékos módot 9is támogatja, utóbbiban a játékosok más nemzetekhez tartozó játékosokkal mérkőzhetnek meg, hogy a megszállások során kibővítsék a nemzetük területét. A PlayStation 4- és a PlayStation Vita-játékosok a platformfüggetlenségnek köszönhetően egymással is csatázhatnak.

## Helyszín
A játék középkori fantasyvilágban játszódik, ahol négy nemzet viaskodik a dominanciáért. Száz évvel az Uldein Birodalom bukása után zsoldosok csatároznak egykori helyén. A főszereplő kezdő zsoldosvezérként belekeveredik egy incidensbe, ami felbolygatja az egész kontinenst.

## Fejlesztés
A játék fejlesztését nyilvánosság előtt először a Famicú heti rendszerességgel megjelenő japán szaklap egyik 2015. júniusi lapszámában jelentették be. A játékot Degucsi Tomohiko rendezte, aki a Grand Knights History című PlayStation Portable-játéknál is hasonló szerepet töltött be. A szereplőtervekért Hasii Csizu a felelős, míg a zenét a Basiscape szerezte.

## Fogadtatás
A Famicú japán szaklap négy cikkírója 8, 7, 8 és 8/10-es pontszámmal, 31/40-es összpontszámmal díjazta a játékot.